# Worthing (West Sussex)
Worthing is een city en Engels district in het shire-graafschap (non-metropolitan county OF county) West Sussex.
De stad ligt aan Het Kanaal en heeft ongeveer 110.000 inwoners. Sinds 1890 heeft de stad de boroughstatus.
De stad is onderdeel van een conurbatie met Brighton en Littlehampton. Worthing ligt aan de voet van de South Downs, 16 km ten westen van Brighton en 29 km ten oosten van Chichester.

## Plaatsen en wijken
- Broadwater
- Durrington
- East Worthing
- Findon Valley
- Goring
- Heene
- High Salvington
- Offington
- Salvington
- West Tarring
- West Worthing

## Geboren in Worthing
- Mary Blathwayt (1879-1961), feministe en suffragette
- Ken Howard (1939-2024), liedjesschrijver en televisieproducent
- Britt Allcroft (1943-2024), schrijfster en onderneemster
- Nicollette Sheridan (1963), actrice
- Jonathan Cake (1967), acteur
- Gwendoline Christie (1978), model en actrice
- Harrison Reed (1995), voetballer
- Brenock O'Connor (2000), acteur
- Toby Collyer (2004), voetballer